# Kind of Blue
| 전문가 평가                   | 전문가 평가 |
| 평가 점수                     | 평가 점수   |
| 출처                          | 점수        |
| ----------------------------- | ----------- |
| AllMusic                      | [ 1 ]       |
| Encyclopedia of Popular Music | [ 2 ]       |
| Entertainment Weekly          | A+          |
| MusicHound Jazz               | 5/5         |
| The Penguin Guide to Jazz     | [ 4 ]       |
| Pitchfork                     | 10/10       |
| Q                             | [ 6 ]       |
| The Rolling Stone Album Guide | [ 7 ]       |
| Sputnikmusic                  | 5/5         |
| Tom Hull – on the Web         | A           |

《Kind of Blue》는 미국의 재즈 트럼펫 연주자 마일스 데이비스의 스튜디오 음반이다. 이 음반은 1959년 3월 2일과 4월 22일, 뉴욕 컬럼비아 30번가 스튜디오에서 녹음되었고, 그 해 8월 17일, 컬럼비아 레코드에서 발매되었다. 이 음반에는 색소폰 연주자 존 콜트레인, 캐넌볼 애덜리, 피아노 연주자 윈튼 켈리, 베이스 연주자 폴 챔버스, 드럼 연주자 지미 콥으로 구성된 데이비스의 앙상블 섹셋이 있으며, 전 밴드 피아노 연주자 빌 에번스가 켈리를 대신하여 대부분의 트랙에 등장한다. 1958년 에번스가 6부작에 합류한 덕분에 데이비스는 그의 이전 작품의 하드 밥 스타일의 재즈에서 출발하여 전적으로 모들 재즈를 기초로 하여 《Kind of Blue》를 기초로 하여 《Milestones》의 모드 실험을 따랐다.
《Kind of Blue》는 많은 비평가들에 의해 최고의 재즈 레코드, 데이비스의 걸작, 그리고 역대 최고의 음반들 중 하나로 간주되어 왔다. 재즈, 록, 클래식 장르를 포함한 음악에 대한 그것의 영향력은 음악가들로 하여금 그것을 역대 가장 영향력 있는 음반들 중 하나로 여기게 했다. 이 음반은 2002년 미국 의회도서관이 선정한 50개 음반 중 하나로, 2003년에는 《롤링 스톤》의 역사상 가장 위대한 음반 500장 중 12위에 올랐다.
정확한 수치는 논란이 되고 있지만, 《Kind of Blue》는 종종 데이비스의 베스트 셀러 음반과 역대 베스트 셀러 재즈 음반으로 선정되었다. 2008년 미국 음반 산업 협회가 4배 이상 팔린 플래티넘을 인증해 최소 400만 장을 팔렸다.

## 배경
1958년 말, 데이비스는 하드 밥 스타일을 추구하는 가장 호평을 받고 수익성이 높은 워킹 밴드 중 하나를 고용했다. 베이시스트인 챔버스는 1955년 밴드에서 활동했고, 알토 색소폰 연주자인 애덜리는 1957년 가을에 합류했으며, 테너 색소폰 연주자 콜트레인이 1958년 초에 복귀했으며, 피아니스트 에번스는 1958년 4월에 레드 갈랜드를 교체했으나, 11월에 탈퇴하여 켈리에 의해 교체되었고, 드러머 콥은 고용되었다. 1958년 5월, 데이비스 밴드는 찰리 파커, 셀로니어스 몽크, 디지 길레스피, 데이비스, 태드 데머런과 같은 작곡가들에 의해 팝 스탠더드, 블루스, 비밥 원곡을 혼합하여 연주했다. 하지만 데이비스는 비밥에 불만을 품게 되는 많은 재즈 음악가들 중 한 명이었고, 점점 더 복잡한 코드 변화가 창의성을 저해하는 것으로 보았다.

## 곡 목록
| #  | 제목                   | 작곡                | 재생 시간 |
| -- | ---------------------- | ------------------- | --------- |
| 1. | 〈So What〉            | 마일스 데이비스     | 9:04      |
| 2. | 〈Freddie Freeloader〉 | 데이비스            | 9:34      |
| 3. | 〈Blue in Green〉      | 데이비스, 빌 에번스 | 5:27      |

| #  | 제목                  | 작곡             | 재생 시간 |
| -- | --------------------- | ---------------- | --------- |
| 1. | 〈All Blues〉         | 데이비스         | 11:33     |
| 2. | 〈Flamenco Sketches〉 | 데이비스, 에번스 | 9:26      |

## 인증
| 국가                                                                                         | 인증        | 판매량/출하량 |
| -------------------------------------------------------------------------------------------- | ----------- | ------------- |
| 오스트레일리아 (ARIA)                                                                        | 2× 플래티넘 | 140,000^      |
| 벨기에 (BEA)                                                                                 | 골드        | 25,000*       |
| 덴마크 (IFPI Danmark)                                                                        | 골드        | 10,000^       |
| 프랑스 (SNEP)                                                                                | 2× 골드     | 372,500       |
| 이탈리아 (FIMI)                                                                              | 플래티넘    | 100,000*      |
| 네덜란드 (NVPI)                                                                              | 실버        | 10,000^       |
| 폴란드 (ZPAV)                                                                                | 플래티넘    | 10,000        |
| 영국 (BPI)                                                                                   | 2× 플래티넘 | 600,000       |
| 미국 (RIAA)                                                                                  | 5× 플래티넘 | 3,495,572     |
| *판매량을 기반으로 한 인증 · ^출하량을 기반으로 한 인증 · 판매량+스트리밍을 기반으로 한 인증 |             |               |